# Giải vô địch bóng đá U-23 Đông Nam Á 2022
Giải vô địch bóng đá U-23 Đông Nam Á 2022 là mùa giải thứ 3 của Giải vô địch bóng đá U-23 Đông Nam Á do Liên đoàn bóng đá Đông Nam Á (AFF) tổ chức. Giải đấu được tổ chức từ ngày 14 đến ngày 26 tháng 2 tại Phnôm Pênh, Campuchia.
Indonesia là nhà đương kim vô địch, nhưng đã xin rút lui do có 7 cầu thủ trong đội hình xét nghiệm dương tính với COVID-19. Việt Nam trở thành nhà vô địch của giải đấu sau khi đánh bại Thái Lan với tỉ số 1–0 trong trận chung kết.

## Các đội tuyển tham dự
Giải đấu này không có vòng loại, tất cả các đội tuyển đều được vào vòng chung kết. Các đội tuyển sau đây từ các liên đoàn thành viên của AFF đã tham dự giải đấu (ngoại trừ Úc). 
Indonesia đã quyết định rút lui khỏi giải đấu sau khi phát hiện 7 cầu thủ dương tính với COVID-19 và 3 cầu thủ chấn thương. Myanmar cũng đã rút lui do có quá nhiều cầu thủ có xét nghiệm dương tính với COVID-19.
| Đội tuyển   | Liên đoàn        | Lần tham dự | Thành tích tốt nhất lần trước |
| ----------- | ---------------- | ----------- | ----------------------------- |
| Brunei      | HHBĐ Brunei      | Lần thứ 1   | Lần đầu                       |
| Campuchia   | LĐBĐ Campuchia   | Lần thứ 3   | Hạng tư (2019)                |
| Lào         | LĐBĐ Lào         | Lần thứ 2   | Vòng bảng (2005)              |
| Malaysia    | HHBĐ Malaysia    | Lần thứ 3   | Hạng tư (2005)                |
| Philippines | LĐBĐ Philippines | Lần thứ 3   | Vòng bảng (2005, 2019)        |
| Singapore   | HHBĐ Singapore   | Lần thứ 2   | Á quân (2005)                 |
| Thái Lan    | HHBĐ Thái Lan    | Lần thứ 3   | Vô địch (2005)                |
| Đông Timor  | LĐBĐ Đông Timor  | Lần thứ 3   | Vòng bảng (2005, 2019)        |
| Việt Nam    | LĐBĐ Việt Nam    | Lần thứ 2   | Hạng ba (2019)                |

| Không tham dự | Không tham dự |
| ------------- | ------------- |
| Úc            |               |
| Rút lui       |               |
| Indonesia     | Myanmar       |

## Bốc thăm
Lễ bốc thăm chia bảng đã được tổ chức vào ngày 29 tháng 12 năm 2021 tại khách sạn Goodwood Park ở Singapore.

## Đội hình
Một đội hình cuối cùng với 23 cầu thủ (ba trong số đó phải là thủ môn) phải được đăng ký một ngày trước trận đấu đầu tiên của giải đấu. Sau những sự cố xảy ra với Indonesia và Myanmar, ban tổ chức đã sửa đổi điều lệ, cho phép các đội được bổ sung tối đa 10 cầu thủ để thay thế cho những trường hợp mắc COVID-19.

## Trọng tài
Dưới đây là danh sách trọng tài được phân công cho giải đấu.
| Trọng tài | Trợ lý trọng tài |
| --- | --- |
| - Abdul Hakim Mohd Haidi - Khuon Virak - Yudi Nurcahya - Souei Vongkham - Tuan Yaasin Hanafiah - Zulfiqar Mustaffa - Warintorn Sassadee - Ngô Duy Lân | - Mohammad Faisal Ali - Kimsy Pisal - Sun Daravuth - Kilar Ladsavong - Beni Andriko - Francis Engalgado - Komsan Kampan - Warintorn Sassadee |

## Địa điểm
| Phnôm Pênh                          | Phnôm Pênh                  |
| ----------------------------------- | --------------------------- |
| Sân vận động Quốc gia Morodok Techo | Sân vận động Prince         |
| Sức chứa: 60.000                    | Sức chứa: 10.000            |
|                                     | Tập tin:Visakha Stadium.jpg |

## Lịch thi đấu
| Giai đoạn               | Vòng đấu      | Các ngày               |
| ----------------------- | ------------- | ---------------------- |
| Vòng bảng               | Bảng A        | 14–20 tháng 2 năm 2022 |
| Vòng bảng               | Bảng B        | 18–21 tháng 2 năm 2022 |
| Vòng bảng               | Bảng C        | 16–22 tháng 2 năm 2022 |
| Vòng đấu loại trực tiếp | Bán kết       | 24 tháng 2 năm 2022    |
| Vòng đấu loại trực tiếp | Chung kết     | 26 tháng 2 năm 2022    |
| Vòng đấu loại trực tiếp | Tranh hạng ba | 26 tháng 2 năm 2022    |

## Vòng bảng
Đội đứng đầu mỗi bảng và đội xếp thứ hai có thành tích tốt nhất giành quyền vào bán kết.
Các tiêu chí
Các đội được xếp hạng theo điểm (3 điểm cho một trận thắng, 1 điểm cho một trận hòa, 0 điểm cho một trận thua), và nếu bằng điểm, các tiêu chí sau đây sẽ được áp dụng theo thứ tự để xác định thứ hạng;
1. Số điểm đối đầu trực tiếp giữa các đội có liên quan;
2. Hiệu số đối đầu trực tiếp giữa các đội có liên quan;
3. Số bàn thắng ghi được trong các trận đối đầu trực tiếp giữa các đội có liên quan;
4. Nếu có nhiều hơn hai đội bằng điểm, và sau khi đã áp dụng các tiêu chí từ 1 đến 3, vẫn còn hai hay nhiều đội có thứ hạng ngang nhau, tiếp tục áp dụng các tiêu chí trên cho riêng các đội này cho đến khi tính được thứ hạng cuối cùng. Nếu việc này không dẫn đến kết quả, áp dụng các tiêu chí tiếp theo;
5. Hiệu số bàn thắng thua trong tất cả các trận đấu bảng;
6. Số bàn thắng ghi được trong tất cả các trận đấu bảng;
7. Sút luân lưu nếu hai đội liên quan gặp nhau trong trận cuối cùng của bảng;
8. Điểm thẻ phạt (thẻ vàng = –1 điểm, thẻ đỏ gián tiếp (2 thẻ vàng) = –3 điểm, thẻ đỏ trực tiếp = –3 điểm, thẻ vàng và thẻ đỏ trực tiếp = –4 điểm);
9. Bốc thăm của ban tổ chức.

### Bảng A
| VT | Đội           | ST | T | H | B | BT | BB | HS | Đ | Giành quyền tham dự |
| -- | ------------- | -- | - | - | - | -- | -- | -- | - | ------------------- |
| 1  | Đông Timor    | 3  | 2 | 1 | 0 | 6  | 3  | +3 | 7 | Bán kết             |
| 2  | Campuchia (H) | 3  | 2 | 0 | 1 | 7  | 1  | +6 | 6 |                     |
| 3  | Philippines   | 3  | 1 | 1 | 1 | 4  | 4  | 0  | 4 |                     |
| 4  | Brunei        | 3  | 0 | 0 | 3 | 2  | 11 | −9 | 0 |                     |

| Đông Timor                          | 2–2      | Philippines      |
| ----------------------------------- | -------- | ---------------- |
| - Mouzinho 6' (ph.đ.) - Jaimito 55' | Chi tiết | - Ouano 45', 62' |

| Campuchia                                                                         | 6–0      | Brunei |
| --------------------------------------------------------------------------------- | -------- | ------ |
| - Chanthea 18' - Sosidan 20' - Sa Ty 32' - Bunchhai 72' - Rotana 86' - Kakada 89' | Chi tiết |        |

| Brunei       | 1–3      | Đông Timor                                    |
| ------------ | -------- | --------------------------------------------- |
| - Hakeme 17' | Chi tiết | - Mouzinho 30' - Gali 45+1' - Wafi 81' (l.n.) |

| Philippines | 0–1      | Campuchia          |
| ----------- | -------- | ------------------ |
|             | Chi tiết | - Sovannmakara 81' |

| Campuchia | 0–1      | Đông Timor        |
| --------- | -------- | ----------------- |
|           | Chi tiết | - Safy 18' (l.n.) |

| Philippines             | 2–1      | Brunei       |
| ----------------------- | -------- | ------------ |
| - Chung 48' - Reyes 58' | Chi tiết | - Hakeme 59' |

### Bảng B
Do Indonesia và Myanmar rút lui khỏi giải đấu vì có quá nhiều cầu thủ nhiễm COVID-19, hai đội còn lại tại bảng B sẽ thi đấu với nhau theo thể thức hai lượt đi và về. Đội thắng sau hai lượt trận sẽ giành quyền vào bán kết, còn đội thua bị loại.

| VT | Đội       | ST | T | H | B | BT | BB | HS | Đ | Giành quyền tham dự |
| -- | --------- | -- | - | - | - | -- | -- | -- | - | ------------------- |
| 1  | Lào       | 2  | 2 | 0 | 0 | 4  | 1  | +3 | 6 | Bán kết             |
| 2  | Malaysia  | 2  | 0 | 0 | 2 | 1  | 4  | −3 | 0 |                     |
| 3  | Myanmar   | 0  | 0 | 0 | 0 | 0  | 0  | 0  | 0 | Rút lui             |
| 4  | Indonesia | 0  | 0 | 0 | 0 | 0  | 0  | 0  | 0 | Rút lui             |

1. ↑  Myanmar đã rút lui khỏi giải đấu vài giờ trước giải đấu do biến chứng COVID-19 và nhiều cầu thủ có kết quả xét nghiệm dương tính.[4]
2. ↑  Indonesia đã rút lui khỏi giải đấu do có 7 cầu thủ dương tính với COVID-19 và 3 cầu thủ chấn thương.[5]

| Lào                                | 2–1      | Malaysia       |
| ---------------------------------- | -------- | -------------- |
| - Bounphachan 56' - Phetdavanh 79' | Chi tiết | - Selvan 45+1' |

| Malaysia | 0–2      | Lào                                 |
| -------- | -------- | ----------------------------------- |
|          | Chi tiết | - Bounphachan 43' - Souksakhone 86' |

### Bảng C
| VT | Đội       | ST | T | H | B | BT | BB | HS | Đ | Giành quyền tham dự |
| -- | --------- | -- | - | - | - | -- | -- | -- | - | ------------------- |
| 1  | Việt Nam  | 2  | 2 | 0 | 0 | 8  | 0  | +8 | 6 | Bán kết             |
| 2  | Thái Lan  | 2  | 1 | 0 | 1 | 3  | 2  | +1 | 3 | Bán kết             |
| 3  | Singapore | 2  | 0 | 0 | 2 | 1  | 10 | −9 | 0 |                     |

| Thái Lan                             | 3–1      | Singapore   |
| ------------------------------------ | -------- | ----------- |
| - Teerasak 45', 62' - Niphitphon 57' | Chi tiết | - Ilhan 16' |

| Singapore | 0–7      | Việt Nam |
| --------- | -------- | --- |
|           | Chi tiết | - Nguyễn Văn Tùng I 3', 37' · Đinh Xuân Tiến 33' · Dụng Quang Nho 56' · Nguyễn Ngọc Thắng 77' · Nguyễn Thanh Khôi 89' · Vũ Tiến Long 90+5' |

| Việt Nam                 | 1–0      | Thái Lan |
| ------------------------ | -------- | -------- |
| - Nguyễn Trung Thành 29' | Chi tiết |          |

### Xếp hạng các đội đứng thứ hai
Chỉ một đội nhì bảng có thành tích tốt nhất giành quyền vào bán kết. Do Indonesia và Myanmar đã rút lui nên bảng B chỉ còn lại hai đội. Như vậy, đội nhì bảng B sẽ không được đưa vào để xác định đội nhì bảng có thành tích tốt nhất. Kết quả đối đầu với đội đứng thứ tư trong bảng A không được xem xét cho bảng xếp hạng này.

| VT | Bg | Đội           | ST | T | H | B | BT | BB | HS | Đ | Giành quyền tham dự |
| -- | -- | ------------- | -- | - | - | - | -- | -- | -- | - | ------------------- |
| 1  | C  | Thái Lan      | 2  | 1 | 0 | 1 | 3  | 2  | +1 | 3 | Bán kết             |
| 2  | A  | Campuchia (H) | 2  | 1 | 0 | 1 | 1  | 1  | 0  | 3 |                     |

## Vòng đấu loại trực tiếp
Trong vòng đấu loại trực tiếp, hiệp phụ và loạt sút luân lưu được sử dụng để quyết định đội thắng nếu cần thiết. Cầu thủ dự bị thứ sáu có thể được thực hiện trong hiệp phụ.

### Sơ đồ
|  | Bán kết                 | Bán kết  |                         |       | Chung kết | Chung kết |
|  |                         |          |                         |       |           |           |
|  | 24 tháng 2 – Phnôm Pênh |          |                         |       |           |           |
|  |                         |          |                         |       |           |           |
|  | Lào                     | 0        |                         |       |           |           |
|  | Lào                     | 0        | 26 tháng 2 – Phnôm Pênh |       |           |           |
|  | Thái Lan                | 2        |                         |       |           |           |
|  | Thái Lan                | 2        | Thái Lan                | 0     |           |           |
|  | 24 tháng 2 – Phnôm Pênh |          | Thái Lan                | 0     |           |           |
|  |                         | Việt Nam | 1                       |       |           |           |
|  | Đông Timor              | Việt Nam | 1                       | 0 (3) |           |           |
|  | Đông Timor              |          |                         | 0 (3) |           |           |
|  | Việt Nam (p)            | 0 (5)    |                         |       |           |           |
|  | Việt Nam (p)            | 0 (5)    | Tranh hạng ba           |       |           |           |
|  |                         |          |                         |       |           |           |
|  | 26 tháng 2 – Phnôm Pênh |          |                         |       |           |           |
|  |                         |          |                         |       |           |           |
|  | Lào                     |          |                         |       |           |           |
|  |                         |          |                         |       |           |           |
|  | Đông Timor              | w/o      |                         |       |           |           |

### Các trận đấu

#### Bán kết
| Lào | 0–2      | Thái Lan                               |
| --- | -------- | -------------------------------------- |
|     | Chi tiết | - Teerasak 14' - Kroekphon 52' (ph.đ.) |

| Đông Timor                              | 0–0 (s.h.p.) | Việt Nam                                                                             |
| --------------------------------------- | ------------ | ------------------------------------------------------------------------------------ |
|                                         | Chi tiết     |                                                                                      |
| Loạt sút luân lưu                       |              |                                                                                      |
| - Filomeno - da Silva - Gumario - Frith | 3–5          | - Trần Quang Thịnh - Hồ Khắc Lương - Vũ Đình Hai - Trần Bảo Toàn - Nguyễn Thanh Nhân |

#### Tranh hạng ba
| Lào | Hủy      | Đông Timor |
| --- | -------- | ---------- |
|     | Chi tiết |            |

#### Chung kết
| Thái Lan | 0–1      | Việt Nam            |
| -------- | -------- | ------------------- |
|          | Chi tiết | - Trần Bảo Toàn 45' |

## Thống kê

### Vô địch
| Vô địch Giải vô địch bóng đá U-23 Đông Nam Á 2022 |
| ------------------------------------------------- |
| · Việt Nam · Lần thứ 1                            |

### Các giải thưởng
Các giải thưởng dưới đây đã được trao sau khi giải đấu kết thúc:
| Cầu thủ xuất sắc nhất giải | Thủ môn xuất sắc nhất giải | Vua phá lưới        | Đội bóng có sự phát triển nhanh nhất |
| -------------------------- | -------------------------- | ------------------- | ------------------------------------ |
| Bounphachan Bounkong       | Hul Kimhuy                 | Teerasak Poeiphimai | Đông Timor                           |

### Đội hình tiêu biểu của giải đấu
Đội hình tiêu biểu của giải đấu, do ban tổ chức bình chọn, là đội hình gồm những cầu thủ thi đấu ấn tượng nhất tại các vị trí được chọn lựa trong giải đấu.

### Cầu thủ ghi bàn
Đã có 39 bàn thắng ghi được trong 14 trận đấu, trung bình 2.79 bàn thắng mỗi trận đấu.
3 bàn thắng
- Teerasak Poeiphimai

2 bàn thắng
- Hakeme Yazid Said
- Bounphachan Bounkong
- Ivan Ouano
- Mouzinho
- Nguyễn Văn Tùng I

1 bàn thắng
- Narong Kakada
- Nhean Sosidan
- Sa Ty
- Sieng Chanthea
- Sin Sovannmakara
- Sor Rotana
- Taing Bunchhai
- Phetdavanh Somsanid
- Souksakhone Bouaphaivanh
- Selvan Anbualagan
- Dennis Chung
- Sandro Reyes
- Ilhan Fandi
- Kroekphon Arbram
- Niphitphon Wongpanya
- Jaimito Soares
- Paulo Gali
- Dụng Quang Nho
- Đinh Xuân Tiến
- Nguyễn Ngọc Thắng
- Nguyễn Thanh Khôi
- Nguyễn Trung Thành
- Vũ Tiến Long
- Trần Bảo Toàn

1 bàn phản lưới nhà
- Wafi Aminuddin (trong trận gặp Đông Timor)
- Yue Safy (trong trận gặp Đông Timor)

### Bảng xếp hạng
Bảng này sẽ hiển thị thứ hạng của các đội trong cả giải đấu. Ngoại trừ hai vị trí đầu tiên, thứ tự các vị trí tiếp được xác định bằng điểm số với các đội lọt vào cùng một giai đoạn của giải.

| VT | Đội         | ST | T | H | B | BT | BB | HS | Đ  | Kết quả chung cuộc  |
| -- | ----------- | -- | - | - | - | -- | -- | -- | -- | ------------------- |
| 1  | Việt Nam    | 4  | 3 | 1 | 0 | 9  | 0  | +9 | 10 | Vô địch             |
| 2  | Thái Lan    | 4  | 2 | 0 | 2 | 5  | 3  | +2 | 6  | Á quân              |
| 3  | Đông Timor  | 4  | 2 | 2 | 0 | 6  | 3  | +3 | 8  | Hạng ba             |
| 4  | Lào         | 3  | 2 | 0 | 1 | 4  | 3  | +1 | 6  | Hạng ba             |
|    |             |    |   |   |   |    |    |    |    |                     |
| 5  | Campuchia   | 3  | 2 | 0 | 1 | 7  | 1  | +6 | 6  | Bị loại ở vòng bảng |
| 6  | Philippines | 3  | 1 | 1 | 1 | 4  | 4  | 0  | 4  | Bị loại ở vòng bảng |
| 7  | Malaysia    | 2  | 0 | 0 | 2 | 1  | 4  | −3 | 0  | Bị loại ở vòng bảng |
| 8  | Brunei      | 3  | 0 | 0 | 3 | 2  | 11 | −9 | 0  | Bị loại ở vòng bảng |
| 9  | Singapore   | 2  | 0 | 0 | 2 | 1  | 10 | −9 | 0  | Bị loại ở vòng bảng |

## Phát sóng
| Quốc gia   | Mạng phát sóng          | Kênh truyền hình   | Nền tảng trực tuyến | Tham khảo |
| ---------- | ----------------------- | ------------------ | ------------------- | --------- |
| Brunei     | RTB                     | RTB Aneka          | —                   | [ 9 ]     |
| Campuchia  | FPT, BTV News, Bayon TV | BTV News, Bayon TV | FPT Play            | [ 9 ]     |
| Lào        | FPT                     | —                  | FPT Play            | [ 9 ]     |
| Myanmar    | FPT                     | —                  | FPT Play            | [ 9 ]     |
| Malaysia   | Astro                   | Astro Arena        | —                   | [ 9 ]     |
| Singapore  | FAS                     | —                  | fas.org.sg          | [ 9 ]     |
| Đông Timor | Emtek                   | SCTV, Champions TV | Vidio               | [ 9 ]     |
| Indonesia  | Emtek                   | SCTV, Champions TV | Vidio               | [ 9 ]     |
| Thái Lan   | TrueVisions             | —                  | TrueID TV           | [ 9 ]     |
| Việt Nam   | FPT, VTV                | VTV5, VTV6         | FPT Play            | [ 9 ]     |